# فاني فليجلمان برين
فاني فليجلمان برين (20 أكتوبر 1884-4 سبتمبر 1961) ناشطة سياسية أمريكية اشتهرت بنشاطها في مناصرة السلام في سنوات ما بين الحربين. ناضلت بقوة من أجل حقوق المرأة والسلام كواقعية سياسية، وشعرت بالتزامها في الحراك عند كل دعوة سياسية لمزيد من العنف. أثرت برين على الرأي العام من خلال عملها النضالي في المجموعات النسائية، بما في ذلك القيادة البارزة في المجلس الوطني للنساء اليهوديات، والعضوية النشطة في الرابطة النسائية الدولية للسلام والحرية، واللجنة الوطنية المعنية بقضية الحرب والتعافي منها. حققت أكبر تأثير لها من خلال تنظيم مجموعات كبيرة من النساء حول قضية السلام، وممارسة الضغط من أجل العمل للسلام ضمن المجموعات التي شاركت فيها، والتحدث إلى مجموعات من النساء للتثقيف حول أهمية مناصرة السلام، والوصول إلى النساء من خلالها كتاباتها في جريدة المجلس القومي للمرأة اليهودية «المرأة اليهودية».
عملت برين عبر مجموعات مناصرة السلام مدركةً هوياتها المتقاطعة كامرأة يهودية ملتزمة بالسلام، ما سمح لها بالتأثير بشكل كبير على الحركة وتحفيز مجتمعها من النساء اليهوديات نحو قضية السلامية.

## سيرة الحياة

### النشأة والعائلة
ولدت برين في برلاد في رومانيا ووالديها جون فليجلمان وأنتونيت فريدمان فليجلمان، وكان لها ستة أشقاء، وقد هاجرت عائلتها إلى الولايات المتحدة عندما كان عمرها ثلاثة أشهر عام 1884. استقرت عائلة فليجلمان في مينيابوليس مينيسوتا، حيث نشأت برين وقضت معظم حياتها، إذ كانت الروابط الأسرية والجالية اليهودية الرومانية قويتان. كونت برين رابطة أقوى مع الولايات المتحدة مقارنة برومانيا، وكانت كلما تحدثت باللغة اليديشية أخبرها والداها أن «تتحدث بالإنجليزية».
كان لوالدي برين تأثير كبير على اهتماماتها وتعليمها، إذ عرّفها والدها على السياسة في سن مبكرة واصطحبها لرؤية يوجين دبس وهي تتحدث، وكانت في العاشرة من عمرها فقط. يُحتمل أن يكون ذلك قد ساهم في اهتمامها بالسياسة ودفعها لاحقًا للانخراط في النشاط السياسي. كانت والدتها شديدة التأييد لتعليمها، ويُحتمل أن مهارات برين في التفكير النقدي التي طورتها من خلال تعلمها المبكر ومشاركتها اللامنهجية، قد ساهمت في فهمها العميق للسياسة الدولية التي طورتها لاحقًا في حياتها.

### الحياة الجامعية
التحقت برين بجامعة مينيسوتا للدراسة في الكلية وكانت ضمن جمعية فاي بيتا كابا في عام 1906. شاركت في حياتها الجامعية في الخطابة والمناظرة، وكان لها سجل أكاديمي قوي. كانت أول امرأة تفوز بجائزة في مسابقة بيلسبري للخطابة عن خطاب بعنوان «البيروقراطية الروسية واليهود». علمتها مشاركاتها مهارات الخطابة أمام الجمهور، والتي هيأتها للنجاح في العمل النشط لاحقًا، ويُحتمل أن مكنتها إنجازاتها من تولي الأدوار القيادية لاحقًا. ركزت موضوعات خطابها على السياسة الدولية، وأظهرت اهتمامها المبكر بموضوع كرست نشاطها لاحقًا من أجله.
درّست برين بعد تخرجها الإنجليزية لعدة سنوات، ويُحتمل أن يكون التدريس قد عزز قدراتها في التحدث أمام الجمهور والعلاقات، والتي كانت مهمة في نجاحها لاحقًا في المناصرة السياسية. انضمت أيضًا إلى نادي المشائية، وهو نادٍ دراسي نسائي خاص بخريجات الجامعات اليهودية في مينيابوليس. منحها انضمامها إلى هذه المجموعة الفرصة للبدء في بناء مجتمعها من النساء اليهوديات المتعلمات الأخريات في مينيابوليس، وهي مجموعة انخرطت فيها لاحقًا بشكل وثيق من خلال نشاطها.

### الزواج والعائلة
تزوجت فاني فليجلمان برين من رئيس وأمين صندوق شركة برين للزجاج آرثر رين في عام 1913، وأنجبا ثلاثة أطفال هم راشيل وهوارد وتشارلز. حقق آرثر برين دخلًا مرتفعًا، ما أتاح لفاني برين الاستقرار المالي ووقت فراغ كبير. تمكن الزوجان من تحمل تكلفة استئجار مساعدة منزلية لرعاية الأطفال والطهي والتنظيف في المنزل. تمكنت بسبب وضعها الاجتماعي والاقتصادي الذي منحها إياها زواجها من تكريس وقتها للنشاط بشكل كامل. تمتعت معظم النساء المنخرطات في الحركات الاجتماعية على زمن برين بوضع مادي جيد، لأن النشاط تطلب التزامًا طويلًا.
لم يكن لبرين أن تبلغ هذا المستوى من المشاركة لولا الموارد التي أُتيحت لها، إذ أنها- رغم دورها القيادي المهم في مجال المناصرة- تثير التساؤل حول من امتلك القدرة على أن يكون ناشطًا ومن كانت أصواته مكبوتة في الحركات الاجتماعية بسبب هذه الحاجة إلى الوقت والموارد من اجل المشاركة الكاملة.

## الأعمال والمعتقدات السياسية

### نشاط السلام في فترة ما بين الحربين
برزت جماعات مناصرة السلام في جميع أنحاء العالم بعد إراقة الدماء في الحرب العالمية الأولى. امتدت مناصرة السلام إلى الانتماءات السياسية ولفتت انتباه مجموعة متنوعة من الناشطين المهتمين ببناء مستقبل أفضل على الصعيد العالمي. نظرت النساء في الولايات المتحدة إلى حركة السلام كخطوة تالية طبيعية بعد حصولهن على حق التصويت، ورأت النساء على نطاق واسع أن قضية اللاعنف قضية نسوية فريدة متجذرة في القيم الأنثوية في ذلك الوقت، بما في ذلك كرامة الإنسان والحفاظ على الحياة.
بُذلت معظم جهود السلام في التشريع مثل ميثاق كيلوغ برييان الذي رفض استخدام القوة المسلحة كوسيلة لحل النزاعات من قبل الرجال، مع وضع أولويات وافتراضات الرجال في الاعتبار، لذا شعرت النساء بأن عليهن العمل على مناصرة السلام لجذب اصواتهن إلى حركة شعرن أنها تعكس أولوياتهن. لم يكن نشاط المرأة في حركة السلام مقبولًا دومًا، إذ عدّ البعض أن النشاط «غير وطني» أو «غير أمومي» لأنه ينتقص من واجب المرأة في رعاية أطفالها. تحدت النساء اللاتي شاركن في حركة السلام التوقعات بالدفاع عن معتقداتهن.
أمضت برين ضمن هذا السياق الكثير من وقتها وصرفت طاقتها في جهود مناصرة السلام التي ركزت على التصديق على ميثاق كيلوغ برييان. كان المجلس الوطني للنساء اليهوديات خجولًا بدايةً في دعم ميثاق كيلوغ برييان، وقد دعت برين المجموعة بشدة إلى جعلها أولوية، وانضموا في النهاية إلى مجموعات نسائية أخرى في دعمها في عام 1928.
استطاعت برين من خلال المجلس الوطني للنساء اليهوديات تنظيم 1200 امرأة في مينيسوتا وحدها لدعم الميثاق و700 مشاركة في مؤتمر للحشد حول هذا التشريع. استخدمت برين ونساء أخريات من ناشطات السلام الميثاق لتأطير مناصرة السلام الخاصة بهن على أنها تتمحور حول هذا الهدف، ومن ثم جعله هدفًا خاصًا بهن. صُدّق على ميثاق كيلوغ برييان في عام 1929 بفضل هذه الجهود في حركة السلام.
كرست برين نفسها أيضًا لمناهضة التدريب العسكري الإجباري في سنوات ما بين الحربين. احتجت برين بشدة مناقشةً أن إدخال التدريب العسكري في المدارس من شأنه أن يخلق عقلية أكثر عسكرية في الولايات المتحدة. كتبت برين في عمود رأي لجريدة المجلس الوطني للنساء اليهوديات: «ألا نُدخل من خلال السماح للإدارة العسكرية بوضع التدريب العسكري في مؤسسات التعليم المدني لدينا، ميزة عسكرية في هذا البلد أكثر من أي دولة على الإطلاق؟». بقي المجلس الوطني للنساء اليهوديات بمنأى عن نفسه فيما يخص التدريب العسكري الإجباري رغم موقف برين القوي تجاهه، إذ ركز على جهود أكثر اعتدالًا. دفعت برين المنظمة غالبًا إلى اتخاذ مواقف أكثر راديكالية. بدأت برين بحلول ثلاثينيات القرن العشرين في تركيز جهود المناصرة على إنشاء مؤسسة دولية جديدة يمكنها منع الصراع وإنهاء الحرب. وصّف ذلك أكثر الكثير من نشاطها للمضي قدمًا.